# Chiesa di San Siro (Ozzero)
La chiesa di San Siro è la parrocchiale di Ozzero, in città metropolitana e arcidiocesi di Milano; fa parte del decanato di Abbiategrasso.

## Storia
Nel Liber Notitiae Sanctorum Mediolani la cappella di Ozzero è elencata tra quelle dipendenti dalla pieve di Rosate; questa situazione è confermata nella Notitia cleri del 1380.
La nuova parrocchiale venne edificata nel XVI secolo, inglobando la vecchia chiesa, la quale fu trasformata nella navata laterale.
Nel 1750 l'arcivescovo Giuseppe Pozzobonelli, durante la visita pastorale, trovò che la chiesa di San Siro, in cui avevano sede le confraternite del Santissimo Sacramento e della Sacra Cintura della Beata Maria Vergine, aveva come filiali oratori di Santa Maria Assunta in Cielo, di Sant'Alberto in località Caselle, di Santa Maria Vergine del Monte Carmelo nella frazione Castello e dell'Immacolata Concezione della Beata Maria Vergine alla Goria e che il numero fedeli era pari a 950.
Il campanile fu portato a termine nel 1836; il progetto era stato presentato vari anni prima dall'architetto Luigi Cagnola, deceduto nel 1833.
Dalla relazione della visita del 1901 dell'arcivescovo Andrea Carlo Ferrari si legge che la rendita netta del beneficio parrocchiale era pari 583.24 lire e che nella parrocchiale, che era sede della confraternita del Santissimo Sacramento, aveva alle sue dipendenze gli oratori di Sant'Alberto a Caselle, di Santa Teresa in località Castello e di Santa Maria nell'omonima frazione e che i fedeli ammontavano a 1400.
Negli anni sessanta la parrocchiale venne adeguata alla norme postconciliari.

## Descrizione

### Esterno
La facciata a salienti della chiesa, rivolta a occidente, si compone di tre parti: quella centrale, scandita da due lesene, presenta al centro il portale d'ingresso e sopra un oculo e due finestre a tutto sesto; l'ala laterale sinistra è abbellita da una specchiatura, mentre quella destra non è visibile in quanto coperta da un altro edificio antistante.
Annesso alla parrocchiale è il campanile a base quadrata, la cui cella presenta su ogni lato una monofora a tutto sesto ed è coronata dalla cupoletta poggiante sul tamburo a pianta circolare.

### Interno
L'interno dell'edificio si compone di due navate, separate da pilastri sorreggenti degli archi a tutto sesto e coperte rispettivamente da volta a botte e da volte a crociera; su quella centrale si facciano anche delle cappelle laterali, le quali sono dedicate rispettivamente al Battesimo, al Crocifisso e a Maria Ausiliatrice.
Al termine dell'aula si sviluppa il presbiterio, sopraelevato di due gradini, delimitato da balaustre e chiuso dalla parete di fondo piatta.